# Manuel Girón
Manuel Girón Bazán (1910-1951), alias Girón, fue un guerrillero antifranquista leonés. Actuó principalmente en León y Galicia.
A lo largo de los años se ha creado una leyenda en torno a su figura. Para algunos fue un héroe luchador contra la dictadura franquista, para otros un simple bandolero y otros opinan que empezó luchando contra la dictadura y terminó siendo un bandolero.

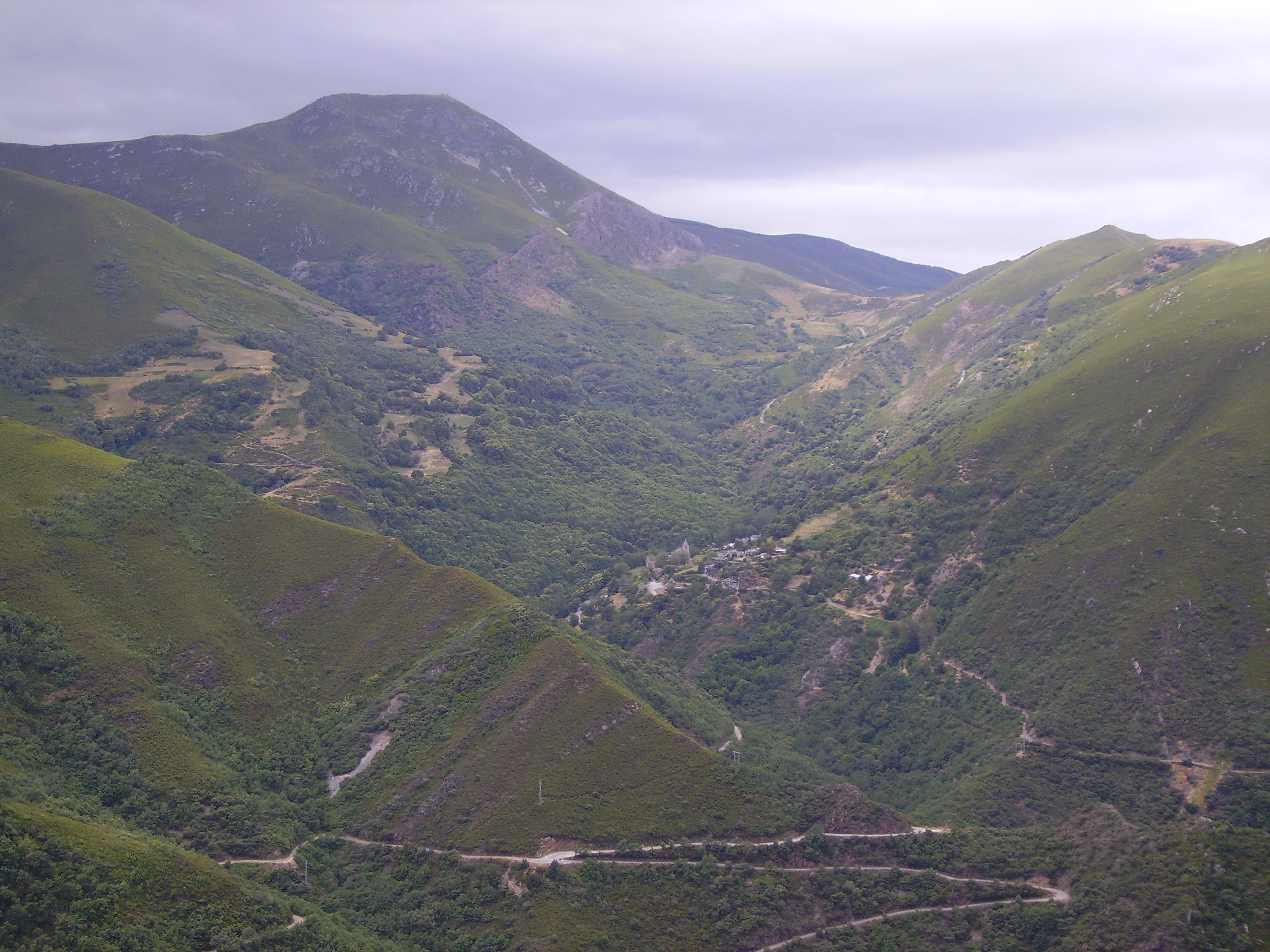
El Pico de la Aquiana y a su falda Montes de Valdueza, en los Montes Aquilianos, lugares donde "operaba" la partida de Girón.

## Biografía

### Nacimiento y comienzo en elMaquis
Nació el 16 de febrero de 1910 en la localidad de Salas de los Barrios, en León. De familia humilde, desde su juventud se dedicó a las labores del campo como jornalero. 
En julio de 1936, tras ser advertido de la llegada a Salas de un grupo de falangistas, que minutos antes había matado a una persona en la cercana localidad de Lombillo, decide escaparse para internarse en el monte. Allí permanece unos meses hasta que decide unirse al ejército republicano en el frente de Asturias. El frente de Asturias cae 40 días más tarde por lo que Manuel Girón y su hermano se integran en las partidas de huidos, con tan sólo 26 años. Era miembro del sindicato Unión General de Trabajadores y, de haber sido detenido, le hubiese esperado el mismo destino de muchos de sus compañeros del sindicato, que fueron fusilados. Acabarían por refugiarse en sierra Calva, en los límites entre la provincia de León y Galicia. Jefe de partida, actuaría en los concejos orensanos de El Bollo, La Vega, Carballeda de Valdeorras y Viana del Bollo, y también en la comarca zamorana de Sanabria, y también en El Bierzo y Cabrera, en la provincia de León.

### El hombre que murió varias veces
La primera muerte oficiosa de Manuel Girón tiene lugar en la localidad de Castropodame, en El Bierzo, cuando tras intentar asaltar la vivienda de un médico de la localidad, cae muerto por este uno de los miembros del grupo de asaltantes, que fue confundido con Girón. La Guardia Civil obligó a desplazarse a su hermana Emilia para identificarlo. Pero ésta, hábilmente, identifica el cadáver como el de su hermano, ganando así unos meses de tranquilidad.
Aparte de esta vez, otras dos veces fue dado por muerto, registrada su muerte en el juzgado y publicada en los medios de comunicación. Se da por buena la anécdota de que tras haber sido dado por muerto cerca de Vega de Espinareda (El Bierzo), él leyó la noticia de su muerte en un bar de la localidad de Encinedo (Cabrera). En esta ocasión la Guardia Civil al no fiarse ya de los testimonios de la familia de Girón para identificarle, llevó a un vecino de Salas de Los Barrios que no era sospechoso de ser "colaborador" a identificar el cuerpo, lo cual hizo, llevado por los evidentes cambios físicos del guerrillero de Salas, al que no veía desde hacía casi tres lustros.

### La persecución
Todos estos sucesos, más otras escapadas de distintas emboscadas y distintos rumores dan lugar a que se cree una "leyenda" sobre la figura de Girón, su supuesta "inmunidad" a las balas y el que se encuentre en todas partes. Esta leyenda hace que el gobierno decida acabar de una vez con la última resistencia antifranquista, nombrando un mando nuevo en Ponferrada destinado a acabar con Manuel Girón y su partida, llevándose a cabo una campaña para acabar con sus "enlaces" entre el pueblo a base de "premios y castigo" para sus delatores y colaboradores respectivamente.

### Traición y muerte de Manuel Girón
La partida de Girón fue reduciéndose a lo largo de los años. Muerto su hermano por una bala perdida en 1946, en 1951, año de su muerte, solo le acompañan unos pocos guerrilleros y su compañera Alida, viuda de José Losada, amigo personal de Girón asesinado por falangistas en 1939.
El último miembro en formar parte de su partida es José Rodríguez Cañueto, que entra a formar parte de ella tras protagonizar un extraño incidente en su propio pueblo (Santa Eulalia de Cabrera) en el que da muerte de manera salvaje a dos vecinos a las que acusa de confidentes. Dos de los últimos guerrilleros del grupo de Girón acompañaron a Cañueto en el suceso, tras el cual consigue integrarse en la partida. Apenas una semana después, el grupo se divide saliendo una parte hacia Omaña (León) para preparar supuestamente su salida hacia el exilio francés. A la espera quedan Girón, su compañera y el recién llegado. Así, al amanecer del 2 de mayo de 1951, Cañueto aprovecha para dar muerte a Girón y apresar a su compañera, en un paraje cercano a Las Puentes de Malpaso, entre Riego de Ambrós y Lombillo (El Bierzo).
Posteriormente, la Guardia Civil muestra los cuerpos de dos personas a las que identifica como Girón y Cañueto, asegurando, en la versión oficial del Consejo de Guerra que se realizó contra su compañera, que Girón y Cañueto fueron muertos en un enfrentamiento con la Guardia Civil. La compañera de Girón certifica esta versión, pero parece probable que fuese debido a la necesidad de colaborar para evitar "males mayores" delatando a varios colaboradores que ya estaban muertos en esas fechas. La compañera de Girón, Alida, fue acusada largo tiempo de haber traicionado a Girón, versión esta desmontada por lo averiguado posteriormente.
El cuerpo que se muestra junto al de Girón correspondía a Elías Álvarez Carrera, un trabajador cabreirés de las minas de wólfram de Valborraz, en la localidad de Casayo (Orense), que había sido detenido días antes y trasladado al lugar donde yacía Girón. Una vez allí, fue asesinado a tiros y posteriormente desfigurado, para hacerlo irreconocible. 
El dato principal por el que se desmonta la versión oficial es porque Cañueto aparece muerto oficialmente (existe el certificado de defunción) en 1966 en un accidente de tráfico en Sevilla. Todos los indicios muestran que dicho accidente fue casual, por lo que se desmonta otra de las leyendas en torno a este suceso: que había sido asesinado por la Guardia Civil para que callara; o por los compañeros de Girón, como venganza.

### Últimas vicisitudes. Su entierro
Los cuerpos de Girón y el de la persona que hacen pasar por Cañueto son "exhibidos" varios días en el depósito de cadáveres del antiguo cementerio del Carmen de Ponferrada.
Girón fue enterrado junto al de su accidental compañero en la parte civil del cementerio. En 1979, tras el traslado de éste al nuevo, sus restos son recuperados clandestinamente y guardados durante años en la bodega de una vivienda cercana. Años más tarde, en 1997, fueron finalmente enterrados en el nuevo cementerio de Montearenas, en Ponferrada, donde reposan actualmente.
En las calles de Ponferrada aún se pueden encontrar pintadas con la leyenda: "GIRÓN VIVE".